# Berberis tsarica
Berberis tsarica är en berberisväxtart som beskrevs av Ahrendt. Berberis tsarica ingår i släktet berberisar, och familjen berberisväxter. Inga underarter finns listade i Catalogue of Life.